# حسون كامارا
حسون كامارا (3 فبراير 1984 في فرنسا - ) (بالفرنسية: Hassoun Camara)‏ هو لاعب كرة قدم فرنسي في مركز الدفاع. لعب مع أولمبيك مارسيليا وإمباكت مونتريال ونادي باستيا وFC Montreal ‏ وأولمبيك نوازي لو سيك ‏ ومونتريال إمباكت (1992–2011).

## وصلات خارجية
- حسون كامارا على موقع رابطة كرة القدم الفرنسية للمحترفين (الإنجليزية)
- حسون كامارا على موقع الدوري الأمريكي (الإنجليزية)
- حسون كامارا على موقع قاعدة بيانات كرة القدم.إي يو (الإنجليزية)
- حسون كامارا على موقع Soccerway.com (الإنجليزية)
- حسون كامارا على موقع عالم كرة القدم.نت (الإنجليزية)
- حسون كامارا على موقع AS.com (الإسبانية)